# Krąg wtajemniczonych
Krąg wtajemniczonych (ang. The In Crowd) – amerykański film fabularny (thriller erotyczny) z 2000 roku, w reżyserii Mary Lambert.

## Opis fabuły
Film Krąg wtajemniczonych opowiada o nastolatce, Brittany (Susan Ward), kierowanej nienawiścią i żądzą zemsty. Dla niej szczęście oznacza bycie podziwianą przez innych. Ten, kto próbuje odebrać jej to, co do niej należy, ryzykuje swoje życie. Na takie niebezpieczeństwo naraża się Adrien, nowatorka w grupie bogatych nastolatków, której przewodzi Brittany. Gdy Adrien zaczyna interesować się chłopak głównej bohaterki, rozpoczyna się dramat. Brittany próbuje zabić swoją rywalkę, jednak dobro zwycięża. Jednocześnie wychodzi na jaw, że mściwa nastolatka zamordowała swoją siostrę Sandrę, gdy ta odebrała jej pozycję najbardziej podziwianej dziewczyny.
Film skłania do refleksji nad tym, dlaczego niektórzy pragną być "najjaśniej świecącą gwiazdą" do tego stopnia, że nie cofną się przed niczym, gdy ktoś spróbuje zająć ich miejsce.

## Obsada
- Susan Ward jako Brittany Foster
- Lori Heuring jako Adrien Williams
- Matthew Settle jako Matt
- Laurie Fortier jako Kelly
- Kim Murphy jako Joanne